# Valkiajärvi (sjö i Finland, Lappland, lat 66,70, long 26,45)
Valkiajärvi är en sjö i Finland. Den ligger i kommunen Rovaniemi i landskapet Lappland, i den norra delen av landet, 700 km norr om huvudstaden Helsingfors. Valkiajärvi ligger 176,9 meter över havet. Den är 18,5 meter djup. Arean är 1,15 kvadratkilometer och strandlinjen är 5,81 kilometer lång. Sjön  ingår i Kemi älvs huvudavrinningsområde.   Den ligger vid sjön Iso Hirvasjärvi.